# Saint-Prix (Val-d'Oise)
Saint-Prix és un municipi francès, situat al departament de Val-d'Oise i a la regió d'Illa de França. L'any 2007 tenia 7.245 habitants.
Forma part del cantó de Domont, del districte de Sarcelles i de la Comunitat d'aglomeració Plaine Vallée.

## Demografia

### Població
El 2007 la població de fet de Saint-Prix era de 7.245 persones. Hi havia 2.517 famílies, de les quals 463 eren unipersonals (121 homes vivint sols i 342 dones vivint soles), 683 parelles sense fills, 1.162 parelles amb fills i 209 famílies monoparentals amb fills.
La població ha evolucionat segons el següent gràfic:
Habitants censats

### Habitatges
El 2007 hi havia 2.645 habitatges, 2.547 eren l'habitatge principal de la família, 27 eren segones residències i 71 estaven desocupats. 2.090 eren cases i 545 eren apartaments. Dels 2.547 habitatges principals, 2.018 estaven ocupats pels seus propietaris, 474 estaven llogats i ocupats pels llogaters i 54 estaven cedits a títol gratuït; 44 tenien una cambra, 180 en tenien dues, 387 en tenien tres, 571 en tenien quatre i 1.365 en tenien cinc o més. 1.926 habitatges disposaven pel capbaix d'una plaça de pàrquing. A 1.056 habitatges hi havia un automòbil i a 1.254 n'hi havia dos o més.

### Piràmide de població
La piràmide de població per edats i sexe el 2009 era:
| Homes | Edats   | Dones |
| ----- | ------- | ----- |
| 0     | 95 o +  | 24    |
| 16    | 90 a 94 | 48    |
| 12    | 85 a 89 | 76    |
| 16    | 80 a 84 | 32    |
| 64    | 75 a 79 | 116   |
| 96    | 70 a 74 | 140   |
| 96    | 65 a 69 | 120   |
| 180   | 60 a 64 | 172   |
| 184   | 55 a 59 | 196   |
| 316   | 50 a 54 | 272   |
| 264   | 45 a 49 | 308   |
| 296   | 40 a 44 | 304   |
| 244   | 35 a 39 | 256   |
| 156   | 30 a 34 | 208   |
| 168   | 25 a 29 | 176   |
| 212   | 20 a 24 | 164   |
| 236   | 15 a 19 | 220   |
| 244   | 10 a 14 | 272   |
| 220   | 5 a 9   | 260   |
| 160   | 0 a 4   | 180   |

## Economia
El 2007 la població en edat de treballar era de 4.857 persones, 3.530 eren actives i 1.327 eren inactives. De les 3.530 persones actives 3.244 estaven ocupades (1.707 homes i 1.537 dones) i 287 estaven aturades (147 homes i 140 dones). De les 1.327 persones inactives 328 estaven jubilades, 660 estaven estudiant i 339 estaven classificades com a «altres inactius».

### Ingressos
El 2009 a Saint-Prix hi havia 2.544 unitats fiscals que integraven 7.208 persones, la mediana anual d'ingressos fiscals per persona era de 27.874,5 €.

### Activitats econòmiques
Dels 270 establiments que hi havia el 2007, 4 eren d'empreses alimentàries, 3 d'empreses de fabricació de material elèctric, 1 d'una empresa de fabricació d'elements pel transport, 7 d'empreses de fabricació d'altres productes industrials, 40 d'empreses de construcció, 45 d'empreses de comerç i reparació d'automòbils, 17 d'empreses de transport, 15 d'empreses d'hostatgeria i restauració, 11 d'empreses d'informació i comunicació, 12 d'empreses financeres, 13 d'empreses immobiliàries, 47 d'empreses de serveis, 40 d'entitats de l'administració pública i 15 d'empreses classificades com a «altres activitats de serveis».
Dels 56 establiments de servei als particulars que hi havia el 2009, 1 era una oficina de correu, 1 una oficina bancària, 4 tallers de reparació d'automòbils i de material agrícola, 3 autoescoles, 6 paletes, 3 guixaires pintors, 5 fusteries, 4 lampisteries, 7 electricistes, 6 empreses de construcció, 3 perruqueries, 8 restaurants, 3 agències immobiliàries, 1 tintoreria i 1 saló de bellesa.
Dels 15 establiments comercials que hi havia el 2009, 2 eren hipermercats, 1 una botiga de més de 120 m², 2 fleques, 2 carnisseries, 1 una peixateria, 1 una llibreria, 1 una botiga de roba, 1 una botiga d'electrodomèstics, 3 drogueries i 1 una joieria.
L'any 2000 a Saint-Prix hi havia 5 explotacions agrícoles.

## Equipaments sanitaris i escolars
El 2009 hi havia 1 hospital de tractaments de mitja durada (seguiment i rehabilitació) i 2 farmàcies.
El 2009 hi havia 2 escoles maternals i 3 escoles elementals. Saint-Prix disposava d'un col·legi d'educació secundària amb 514 alumnes.
Saint-Prix disposava d'un centre de formació no universitària superior de formació sanitària.

## Poblacions més properes
El següent diagrama mostra les poblacions més properes.